# Marte di Todi

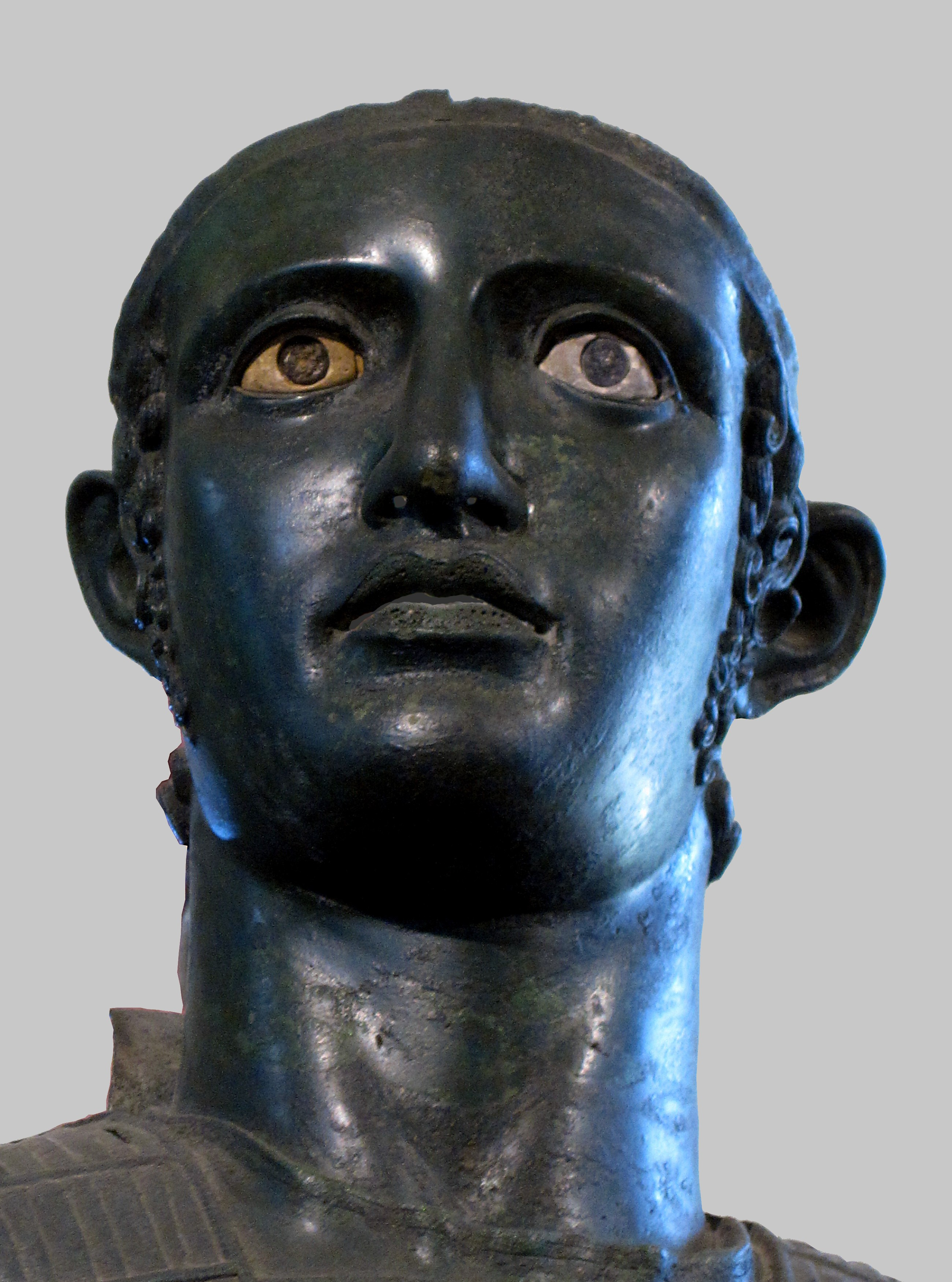
Testa del Marte di Todi, Musei Vaticani, Roma

Il Marte di Todi è una statua etrusca, risalente al V-IV secolo a.C., che rappresenta il dio della guerra Marte, mentre pratica un rituale prima della battaglia.

## Storia
Si tratta di una statua in bronzo, scoperta nel 1835, sepolta accanto alle mura del Convento di Montesanto, molto vicino alla città umbra di Todi, in provincia di Perugia. La zona ospitava un antico insediamento etrusco.
Come per molte sculture etrusche, non si conosce l'autore dell'opera. Dall'iscrizione dedicatoria si sa però che fu donata al tempio dedicato a Marte (divinità greco-etrusca) dal cittadino etrusco Ahal Trutitis.
La statua fu rinvenuta sepolta sotto lastre di travertino, e fu probabilmente raggiunta da un raggio di sole, che ne rivelò la presenza.
Attualmente è esposta a Roma nei Musei Vaticani (esattamente nel Museo Gregoriano Etrusco). La lancia di ferro non c'è più, mentre la coppa che il guerriero portava originariamente in mano è esposta a parte.

## Iconografia e stile
- È una scultura etrusca, con influenze greche, fatta a somiglianza degli opliti greci.
- Materiale: bronzo di fusione.
- Altezza: 141 cm.
- Reggeva una lancia con la mano sinistra e una tazza con la mano destra.
- L'iscrizione dedicatoria Ahal Trutitis dunum dede ("Ahal Trutitis ha offerto in dono [questa statua]") fu incisa in lingua umbra e in alfabeto etrusco. Il nome Trutitis è probabilmente di origine celtica[1].
- Portava un elmo (non trovato).
- Originariamente, si appoggiava su un piedistallo (anche questo non rinvenuto).
- Gli occhi erano lavorati in argento.